# اکمانلار، بارتین
اکمانلار، بارتین (به لاتین: Akmanlar, Bartın) یک منطقهٔ مسکونی در ترکیه است که در استان بارتین واقع شده‌است.

## خصوصیات
اکمانلار ۸۲۴ نفر جمعیت دارد.